# Iron Man (match)
Pour les articles homonymes, voir Iron Man.
Un match « Iron Man » est un type de match au catch qui consiste à marquer plus de points possibles dans un temps imparti. Pour cela les participants doivent effectuer un tombé ou soumettre leur adversaire.

## Règle
Le déroulement d'un Iron Man match se passe comme un match normal dans un temps limité et il faut avoir le plus de victoire (décompte de 3, par abandon, par décompte extérieur ou par disqualification) sur son adversaire. À la fin du match, le catcheur qui a fait le plus de victoires est déclaré vainqueur, mais il se peut que le match se termine par une mort subite, une égalité de victoire, dans ce cas, il peut y avoir prolongation.

## Les matchs historiques

### WWE / WWF
| No. | Match                                                                                                   | Temps  | Score              | Évènement et Date                         |
| --- | --- | ------ | ------------------ | ----------------------------------------- |
| 1   | Shawn Michaels défait Bret Hart pour gagner le WWF Championship                                         | 60 min | 1-0 (prolongation) | WrestleMania XII 31 mars 1996             |
| 2   | Triple H défait The Rock pour gagner le WWF Championship                                                | 60 min | 6-5                | Judgment Day 21 mai 2000                  |
| 3   | Chris Benoit défait Kurt Angle                                                                          | 30 min | 4-3 (prolongation) | WWE Backlash 29 avril 2001                |
| 4   | Brock Lesnar défait Kurt Angle pour gagner le WWF Championship                                          | 60 min | 5-4                | SmackDown 13 septembre 2003               |
| 5   | Chris Benoit défait Triple H pour conserver le World Heavyweight Championship                           | 60 min | 4-3                | Raw 26 juillet 2004                       |
| 6   | Shawn Michaels défait Kurt Angle                                                                        | 30 min | 2-2 (égalité)      | RAW Homecoming 3 octobre 2005             |
| 7   | John Morrison/The Miz battent Jimmy Wang Yang/Shannon Moore pour conserver le WWE Tag Team Championship | 15 min | 1-1 (égalité)      | ECW On Sci Fi 8 janvier 2008              |
| 8   | John Cena défait Randy Orton pour gagner le WWE Championship                                            | 60 min | 6-5                | Bragging Rights 25 octobre 2009           |
| 9   | Charlotte Flair défait Sasha Banks pour gagner le WWE Raw Woman's Championship                          | 30 min | 3-2 (prolongation) | Roadblock 18 décembre 2016                |
| 10  | Sheamus et Cesaro battent The Hardy Boyz pour conserver le WWE Raw Tag Team Championship                | 30 min | 4-3                | Great Balls of Fire (2017) 9 juillet 2017 |

#### NXT
| No. | Match                                                          | Temps  | Score   | Événement et Date                    | Notes |
| --- | -------------------------------------------------------------- | ------ | ------- | ------------------------------------ | --- |
| 1   | Bayley (c) défait Sasha Banks pour conserver son titre.        | 30 min | 3-2     | NXT Takeover: Respect 7 octobre 2015 | Il s'agit du tout premier match avec cette stipulation pour la division féminine à la WWE.                                                                                |
| 2   | Adam Cole vs. Finn Bàlor vs. Johnny Gargano vs. Tommaso Ciampa | 60 min | 2-2-1-1 | NXT Super Tuesday 1 septembre 2020   | Le match est considéré match nul à la suite d'une égalité des scores Le gagnant a été décidé dans un match simple entre Adam Cole et Finn Bàlor la semaine suivante à NXT |

### WCW
| No. | Match                                                        | Temps  | Score         | Événement et Date           |
| --- | ------------------------------------------------------------ | ------ | ------------- | --------------------------- |
| 1   | Ricky Steamboat défait Rick Rude                             | 30 min | 4-3           | Beach Blast 20 juin 1992    |
| 2   | Goldust vs. Rick Rude pour le WCW United States Championship | 30 min | 1-1 (égalité) | Beach Blast 18 juillet 1993 |

### TNA
| No. | Match                                                                                         | Temps  | Score              | Évènement et Date                        |
| --- | --------------------------------------------------------------------------------------------- | ------ | ------------------ | ---------------------------------------- |
| 1   | A.J. Styles vs. Jerry Lynn                                                                    | 10 min | 3-3 (égalité)      | NWA-TNA Weekly PPV #10 21 août 2002      |
| 2   | A.J. Styles défait Christopher Daniels pour conserver le TNA X Division Championship          | 30 min | 2-1 (Prolongation) | Against All Odds 13 février 2005         |
| 3   | A.J. Styles défait Christopher Daniels pour conserver le TNA X Division Championship          | 30 min | 1-0                | Bound for Glory (2005) 23 octobre 2005   |
| 4   | Kurt Angle défait Samoa Joe pour devenir l'aspirant n°1 du NWA World Heavyweight Championship | 30 min | 3-2                | Final Resolution 2007 14 janvier 2007    |
| 5   | Douglas Williams vs. A.J. Styles pour le TNA Television Championship                          | 20 min | 1-1 (égalité)      | TNA Impact 23 décembre 2010              |
| 6   | Bobby Roode vs. A.J. Styles pour le TNA World Heavyweight Championship                        | 30 min | 3-3 (égalité)      | Final Resolution (2011) 11 décembre 2011 |

### Ring of Honor
| No. | Match                                                                                           | Temps  | Score                                                            | Évènement et Date                   |
| --- | ----------------------------------------------------------------------------------------------- | ------ | ---------------------------------------------------------------- | ----------------------------------- |
| 1   | Low Ki défait Christopher Daniels, Spanky et Doug Williams pour devenir le premier ROH Champion | 60 min | Low Ki : 3 Christopher Daniels : 2 Spanky : -1 Doug Willams : -1 | Crowning a Champion 27 juillet 2002 |
| 2   | Bryan Danielson défait Doug Williams                                                            | 30 min | 1-0                                                              | Scramble Madness 16 novembre 2002   |

### AEW
| No. | Match                                                               | Temps  | Score | Évènement et Date             |
| --- | ------------------------------------------------------------------- | ------ | ----- | ----------------------------- |
| 1   | Kenny Omega défait PAC                                              | 30 min | 2-1   | Dynamite 26 février 2020      |
| 2   | MJF défait Bryan Danielson pour conserver le AEW World Championship | 60 min | 4-3   | Revolution (2023) 5 mars 2023 |